# Morristown (Arizona)
Morristown é uma região censitária no Condado de Maricopa, Arizona, Estados Unidos. Está a cerca de 80 km a noroeste de Phoenix, na junção da Rota 74 e da Rota 60. O mesmo é o lar do Distrito Escolar Elementar de Morristown. A Loja Morristown, antigo Hotel Morristown, está listada no Registro Nacional de Lugares Históricos desde 1991.
Grande parte de Morristown está dentro da área de planejamento municipal de Surprise, que eventualmente pretende anexar a área. No entanto, existe uma pequena área, ao sul da Rota 60, entre as áreas de planejamento de Surprise, Buckeye e Wickenburg, onde nenhuma cidade ainda manifestou interesse em anexar.

## Demografia
De acordo com censo de 2010, havia 227 pessoas residindo na região. A densidade populacional era de 508,1 pessoas por milha quadrada. A composição racial era de 96,48% de brancos, 0,44% de nativos americanos, 0,38% de asiáticos, 0,25% de Ilhas do Pacífico, 2,20% de outras raças e 0,88% de duas ou mais raças. 4,85% da população eram hispânicos ou latinos de qualquer raça.